# Cele trei secrete de la Fátima

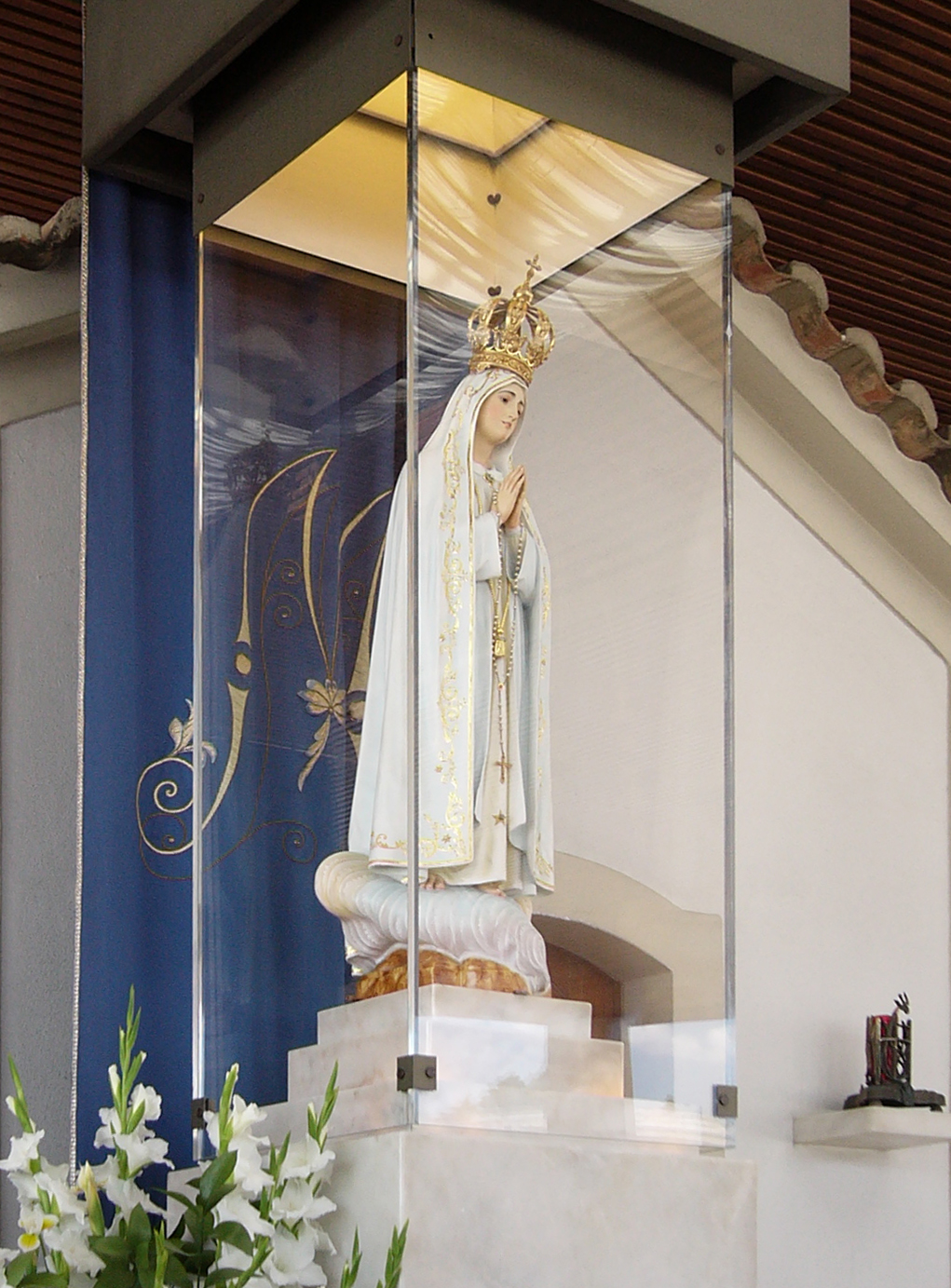
Statuie cu Maica Domnului de la Fatima

Cele trei secrete de la Fátima reprezintă o serie de viziuni și profeții care ar fi avut loc ca urmare a apariției Fecioarei Maria în fața a trei tineri păstori portughezi, Lucia Santos și verișorii ei Jacinta și Francisco Marto, începând cu data de 13 mai 1917. Cei trei copii au afirmat că au fost vizitați de către o presupusă Fecioara Maria de șase ori între mai și octombrie 1917. Apariția este acum cunoscută sub numele de Maica Domnului de la Fátima.
Potrivit interpretării catolice oficiale, cele trei secrete implică descrierea iadului, Primul Război Mondial și al Doilea Război Mondial și încercarea de asasinare a Papei Ioan Paul al II-lea.
La 13 iulie 1917, în jurul prânzului, se spune că Fecioara Maria a dat copiilor trei secrete. Două dintre secrete au fost descoperite în 1941 într-un document scris de Lucia, la cererea lui José da Silva, Episcopul de Leiria, pentru a ajuta cu publicarea unei noi ediții a unei cărți a lui Jacinta. Când a fost întrebat episcopul de Leiria în 1943 de ce nu dezvăluie și secretul al treilea, Lucia s-a luptat pentru o perioadă scurtă de timp, spunând că „nu este încă convinsă dacă Dumnezeu a autorizat-o să acționeze.” Cu toate acestea, în octombrie 1943, episcopul de Leiria i-a ordonat să-l scrie. Lucia a scris apoi secretul și l-a sigilat într-un plic care nu trebuia deschis până în 1960, atunci când [textul] „va apărea mai clar.” Textul celui de-al treilea secret a fost lansat oficial de către Papa Ioan Paul al II-lea în 2000, deși unii susțin că nu a fost descoperit întregul secret așa cum a fost scris de către Lucia, în ciuda repetatelor afirmații contrare ale Vaticanului.

## Primul secret
Primul secret a fost o viziune a iadului:

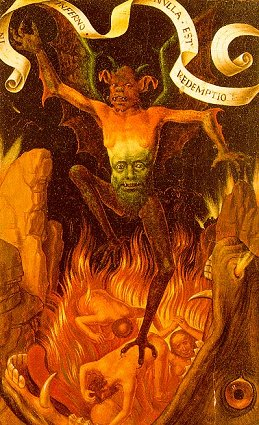
Iad, circa 1485, pictură de Hans Memling

Doamna noastră ne-a arătat o mare de foc, care părea a fi sub pământ. Cufundați în acest foc erau demoni și suflete în formă umană [cei osândiți]. Cei din urmă erau ca ambra transparentă ce ardea, înnegriți sau ca un bronz șlefuiți, având forme omenești. Pluteau în acel foc, plutind în aer din cauza flăcărilor ce ieșeau din ei, împreună cu nori mari de fum, cădeau pe fiecare parte ca scânteile dintr-un foc imens, fără greutate sau echilibru, în mijlocul țipetelor și gemetelor de durere și disperare, care ne-au îngrozit și ne-au făcut să tremurăm de frică. Demonii se deosebeau de figurile osândiților prin asemănarea lor îngrozitoare și respingătoare de animale înspăimântătoare și necunoscute, toate negre și transparente precum cărbunii arzători. Această viziune a durat doar o clipă datorită bunătății Mamei noastre cerești, care la prima apariție ne-a promis să ne ducă în Rai. Altfel, cred că am fi murit de frică și groază.

## Al doilea secret
Al doilea secret a fost o declarație conform căreia primul război mondial se va termina și continuă să prezică un alt război, al doilea război mondial în timpul domniei papei Pius al XI-lea dacă oamenii vor continua să-l ofenseze pe Dumnezeu și dacă Rusia nu va fi convertită. A doua jumătate a secretului solicită ca Rusia să fie consacrată Inimii Imaculate:
Ați văzut iadul unde merg sufletele sărmanilor păcătoșilor. Pentru a-i salva, Dumnezeu voiește să înființeze în lume devoțiunea la Inima Mea Neprihănită. Dacă ceea ce vă spun se va face, multe suflete vor fi salvate și va fi pace. Războiul se va termina: însă dacă oamenii nu încetează să-L ofenseze pe Dumnezeu, un război și mai rău va începe în timpul pontificatului Papei Pius al XI-lea. Când veți vedea o noapte luminată de o lumină necunoscută, să cunoașteți că acest lucru este un semn mare dat de la Dumnezeu, că el este pe cale de a pedepsi lumea pentru crimele sale, prin intermediul războiului, foametei și persecuție împotriva Bisericii și împotriva Sfântului Părinte. Pentru a preveni acest lucru, voi cere consacrarea Rusiei la Inima Mea Neprihănită și împărtășania de reparație în fiecare sâmbătă a lunii. Dacă aceste cerințe sunt îndeplinite, Rusia va fi convertită și va fi pace, dacă nu, își va răspândi erorile sale în întreaga lume, provocând războaie și persecuții împotriva Bisericii. Cei buni vor fi martirizați, Sfântul Părinte va avea mult de suferit; diferite națiuni vor fi anihilate. În cele din urmă, Inima Mea Neprihănită va triumfa. Sfântul Părinte va consacra Rusia pentru mine și ea va fi convertită, iar o anume perioadă de pace va fi acordată omenirii [În Portugalia dogma Credinței va fi mereu păstrată etc. Nu spuneți acesta nimănui].
Unii au criticat faptul că a doua profeție nu a fost dezvăluită până în august 1941, când al doilea război mondial începuse deja.

## Al treilea secret
A treia parte a secretului a fost scrisă „la ordinul Excelenței Sale, Episcopul de Leiria și al Preasfintei Mame” la 3 ianuarie 1944. În 1943, Lucia s-a îmbolnăvit de gripă și pleurezie, bolile care i-au ucis pe verișorii săi. Timp de câteva luni, ea era sigură că va muri. Episcopul Silva, vizitând-o la 15 septembrie 1943 în timp ce ea era imobilizată la pat, în primul rând i-a sugerat să scrie al treilea secret pentru a se asigura că acesta nu se va pierde în cazul decesului ei. Lucia, cu toate acestea, a ezitat să facă acest lucru. Ea a fost pusă sub o strictă ascultare în conformitate cu jurămintele ei Carmelite, dar ea a susținut că atunci când a primit secretul a auzit-o pe Maria menționându-i să nu-l dezvăluie. Deoarece stricta ascultare a Carmelitei impunea ca ordinele de la superiorii ei să fie considerate ca venind direct de la Dumnezeu, ea era într-o dilemă cu privire la ale cui comenzi sunt prioritate. În cele din urmă, la mijlocul lunii octombrie, Episcopul Silva i-a trimis o scrisoare care conține un ordin direct de a scrie secretul pe care Lucia l-a ascultat. În iunie 1944, plicul sigilat care conținea al treilea secret a fost livrat Episcopului Silva, unde a rămas până în 1957, când a fost în cele din urmă expediat la Roma.
A fost anunțat de către Cardinalul Sodano la 13 mai 2000, la 83 de ani după apariția în fața copiilor din Cova da Iria pentru prima oară a Maicii Domnului. În anunțul său, Cardinalul Sodano a sugerat că secretul era despre persecuția creștinilor din secolul al XX-lea care a culminat cu tentativa de asasinare eșuată a Papei Ioan Paul al II-lea la 13 mai 1981.
Textul celui de-al treilea secret a fost publicat la 26 iunie 2000:
J.M.J.
A treia parte a secretului dezvăluit la Cova di Iria - Fatima la 13 iulie 1917.
Scriu ca un act de ascultare față de Tine, Dumnezeul meu, care mi-o ceri prin intermediul Excelenței Sale, Episcopul de Leiria, și al Preasfintei Tale Mame, care este și a mea.

După cele două părți pe care le-am expus deja, am văzut în partea stângă a Stăpânei noastre, puțin mai sus, un Înger cu o sabie de foc în mâna stângă; scânteind, aceasta emitea flăcări  care se părea că vor incendia lumea; dar ele se stingeau în contact cu splendoarea care ieșea din mâna dreaptă a Stăpânei Noastre în direcția lui: arătând pământul cu mâna sa dreaptă, Îngerul spuse cu o voce puternică: Pocăință! Pocăință! Pocăință! Și văzurăm într-o lumină imensă care este Dumnezeu: «ceva asemănător felului în care se văd persoanele în oglindă când trec prin fața ei» un Episcop îmbrăcat în alb «am avut presentimentul că este Sfântul Părinte». Diferiți alți Episcopi, preoți, călugări și călugărițe urcând pe un munte abrupt, în vârful căruia era o Cruce mare din trunchiuri neprelucrate, de parcă ar fi fost din stejari de plută cu scoarță cu tot; Sfântul Părinte, înainte de a ajunge aici, traversa un oraș mare pe jumătate în ruină, și aproape tremurând, cu pas șovăitor, copleșit de suferință și de durere, se ruga pentru sufletele cadavrelor întâlnite în cale; ajuns în vârful muntelui, prosternat în genunchi la piciorul Crucii mari, el fu ucis de un grup de soldați care au tras de mai multe ori cu arme de foc și cu săgeți, și în același fel muriră unii după alții ceilalți Episcopi, preoți, călugări și călugărițe și diverși laici, bărbați și femei din clase și categorii sociale diferite. Sub cele două brațe ale Crucii se aflau doi îngeri, fiecare cu o stropitoare de cristal în mână în care strângeau sângele Martirilor și cu acesta udau sufletele care se apropiau de Dumnezeu.

## Controversa celui de-al treilea secret
Vaticanul a păstrat Cel De-al Treilea Secret până în 26 iunie 2000, deși declarația Luciei trebuie publicată după 1960. Unele surse, printre care Canon Barthas si Alfredo Ottaviani [Cardinal Ottaviani], spun ca Lucia a insistat ca acest secret sa fie dezvaluit in jurul anilor 1960, spunand ca "in acel moment, va fi mai bine inteles si "Binecuvantata Fecioara asa doreste"". La inceputul anilor 1960, in loc sa publice Al Treilea Secret, Vaticanul a anuntat presa ca ar fi mai bine ca acest secret sa ramana mereu sub sigiliu." Dupa anunt, s-au produs multe speculatii despre continutul secretului. Conform New York Times, speculatiile despre continut treceau de la anihilare nucleara mondiala" pana la mari divergente din Biserica Romano-Catolica care or sa duca la rivalitati papale." In 1981, Laurence James Downey la cererea Papei Ioan Paul al II-lea, s-a făcut public Cel De-al Treilea Secret de la Fatima.

### Scris pe o singură foaie de hârtie
Textul celui de-al treilea secret prezentat de Vatican este scris de mână pe patru foi de hârtie.
Mai mulți clerici care susțin că cunosc acest text au afirmat că a fost scris pe o singură foaie și nu pe patru.
De exemplu, părintele Joaquin Alonso, arhivistul oficial din Fatima pentru șaisprezece ani, arată în cartea sa că „Lucia ne spune că a scris textul pe o singură foaie de hârtie”.
Cardinaulul Ottaviani, care l-a citit, afirmă același lucru: „Lucia l-a scris pe o foaie de hârtie ..”
În plus, despre episcopul Venancio, cel care a fost însărcinat cu transportul plicului ce conținea al treliea secret către un reprezentant al Vaticanului după ce Lúcia l-a scris, se spune că a ținut plicul în fața unei surse de lumină și a observat că cel de-al treilea secret a era „scris pe o mică bucată de hârtie”.
Episcopul Venancio a măsurat de asemenea dimensiunile hâritei, dimensiunile marginilor și a estimat că aceasta conținea 20-25 de linii de text.
De asemenea, părintele Malachi Martin a afirmat că a văzut textul celui de-al treilea secret în februarie 1960.
Într-o emisiune radio, Fr. Martin a afirmat că cel de-al treilea secret a fost scris pe „o foaie de hârtie.”
Într-un interviu înregistrat, Fr. Charles Fiore l-a citat pe Fr. Malachi Martin, care a spus următoarele despre textul celui de-al treilea secret: „Mi-am răcit picioarele în coridoarele din afara apartamentelor Papei, în timp ce șeful meu, Cardinalul Bea, era înăuntru discutând cu Papa și cu un grup de alți episcopi și preoți și cu doi seminariști portughezi, care au tradus scrisoarea, o singură pagină, scrisă în limba portugheză, pentru toți cei din încăpere.”

### Scris sub forma unei scrisori
Un alt motiv pentru care criticii consideră că textul complet al celui de-al treilea secret nu a fost făcut cunoscut este faptul că există evidențe documentate că cel de-al treilea secret a fost scris sub forma unei scrisori semnate către episcopul din Leiria.
Textul celui de-al treilea secret publicat de Vatican nu este scris sub forma unei scrisori. Lúcia a fost interogată de părintele Jongen pe 3 februarie 1946.
Când Fr. Jongen a întrebat-o pe Lúcia  când va veni vremea pentru cel de-al treilea secret, Lúcia i-a răspuns: „I-am comunicat cea de-a treia parte episcopului din Leiria, printr-o scrisoare.”
De asemenea, Canon Galamba, un consilier al episcopului din Leiria, este menționat spunând „Când episcopul a refuzat să deschidă scrisoarea, Lucia l-a făcut să promită că va fi deschisă și citită lumii ori la moartea ei, ori cel mai târziu în 1960, în cazul că ea nu moare până atunci”.
De asemenea, comunicatul de presă din 1960 în care Vaticanului a anunțat că cel de-al treilea secret probabil nu va fi arătat niciodată a fost scris cu următoarele cuvinte: „.. este foarte probabil că scrisoarea în care sora Lucia a scris despre secretul mărturisit de Fecioara Maria celor trei ciobani din Cova da Iria nu va fi niciodată deschisă.”

### Conține cuvinte atribuite Sfintei Fecioare Maria
Textul celui de-al treilea secret comunicat de Vatican nu conține cuvinte atribuite Fecioarei Maria. În același comunicat de presă al Vaticanului din 1960 menționat mai sus se menționează că „Sora Lucia a scris secretul mărturisit de Fecioara Maria ..” Unele surse spun că cel de-al treilea secret începe cel mai probabil cu cuvintele „În Portugalia dogma credinței va fi păstrată întotdeauna etc.”, cuvinte pe care Lúcia le-a menționat și în cel de-al patrulea jurnal, dar care sunt incluse doar ca note de subsol în textul comunicat de Vatican. 
În plus, există evidențe care arată că Fr. Joseph Schweigl a fost trimis de Papa Pius al XII-lea să o interogheze pe Lúcia despre cel de-al treilea secret pe 2  septembrie 1952.
În ziua următoare interogării, Fr. Schweigl ar fi afirmat următoarele: „Nu pot să dezvălui nimic din ce am aflat la Fatima despre cel de-al treilea secret, dar pot spune că conține două părți: una referitoare la Papă, iar cea de-a doua firește (deși nu pot spune nimc) ar trebui să fie continuarea cuvintelor: 'În Portugalia dogma credinței va fi păstrată întotdeauna.' ”

### Conține informații despre Apocalipsă, apostazie, infiltrarea satanică a Bisericii Catolice
Potrivit Cardinalului Ratzinger în comentariile care însoțesc textul celui de-al treilea secret dezvăluit de Vatican, „Acei care se așteaptă la excitante revelații apocaliptice despre sfârșitul lumii sau despre cursul istoriei vor fi dezamăgiți. Fatima nu satisface curiozitatea noastră în acest fel...” (după cum, în general, credința creștină nu vrea și nu poate să satisfacă astfel curiozitatea noastră.) Unii critici consideră acest lucru ca pe o mare contrazicere, inclusiv mărturia anterioară a Cardinalului Ratzinger însuși. Într-un interviu publicat la 11 noiembrie 1984 în revista Jesus, Cardinalul Ratzinger a fost întrebat dacă a citit textul celui de al treilea secret și de ce nu a fost dezvăluit. Ratzinger a recunoscut că el a citit secretul al treilea și a declarat că, în parte, al treilea secret implică "importanța lucrurilor extreme (novissimi)" și "pericole care amenință credința și viața creștinismului și, prin urmare, (viața) întregii lumi." Ratzinger a comentat, de asemenea, că, "Dacă nu este făcut public - cel puțin pentru moment - este doar pentru a preveni ca profeția religioasă să nu fie confundată cu goana după senzațional."

### Continuarea criticilor și a controverselor
Cardinalul Bertone a fost acuzat de minciună în legătură cu conținutul celui de-al treilea secret în cartea sa Ultimul secret de la Fatima (The Last Secret of Fatima),
și al afirmațiilor sale din aparițiile televizate.
După ce cartea lui Bertone a fost publicată, jurnalistul italian  Antonio Socci a publicat un articol intitulat Dragă Cardinale Bertone: Care dintre noi doi minte cu bună știință? 
Avocatul catolic Christopher Ferrara a scris o carte numită Secretul care este încă ascuns (The Secret Still Hidden - conținutul disponibil online Arhivat în 15 mai 2009, la Wayback Machine.) cu scopul de a expune și demonta afirmațiile Cardinalului Bertone în legătură cu Fatima.
Cartea conține un appendix numit 101 motive pentru a nu crede în afirmațiile Cardinalului Bertone (101 Grounds for Doubting Cardinal Bertone's Account).
De exemplu, Ferrara afirmă că Bertone a prezentat cel puțin cinci versiuni diferite ale presupusei acceptări a Luciei a interpretării viziunii publicate de Vatican în 2000.
Un articol publicat în Catholic World News pe 27 septembrie 2007 arată că jurnaliștii italieni Antonio Socci și Solideo Paolini „au realizat o casetă în care Arhiepiscopul Loris Capovilla, care a fost secretarul personal al Papei Ioan al XXIII-lea, a revelat că au existat două texte în cel de-al treilea secret.”
Un articol[nefuncțională]
 publicat cu doar două săptămâni în urmă îl citează pe Arhiepiscopul Capovilla spunând, "Nu există două adevăruri în ce privește Fatima și nu există niciun al patrulea secret. Textul pe care l-am citit în 1959 este același cu cel distribuit de Vatican.”
Capovilla este de asemenea citat spunând, „M-am săturat de aceste teorii ale conspirației. Pur și simplu nu este adevărat. L-am citit, l-am prezentat papei și acesta a distrus plicul."

## Papa Ioan Paul I
Grupul catolic contra-reformă, înființat de teologul Abbé George de Nantes, consideră că textul cu pricina este versiunea completă a celui de-al treilea secret, dar că se referă la Papa Ioan Paul I, și nu la Papa Ioan Paul al II-lea, arătând că acesta din urmă nu a murit după ce a fost atacat, așa cum se arată în cel de-al treilea secret.
Papa Ioan Paul I s-a întâlnit cu Lúcia Santos pe vremea când era patriarh al Veneției, fiind profund impresionat de această experiență.
Într-o scrisoare adresată unui coleg după ce a fost ales ca papă, a afirmat că va realiza consacrarea Rusiei despre care Lúcia spunea că a cerut-o fecioara Maria.